# Instituto de Nutrição Josué de Castro
O Instituto de Nutrição Josué de Castro (INJC) é uma unidade de ensino, pesquisa e extensão da Universidade Federal do Rio de Janeiro (UFRJ). Foi criado em 1946, a partir do Instituto de Tecnologia Alimentar, incorporado à então Universidade do Brasil por iniciativa do professor Josué de Castro. Localiza-se no prédio do Centro de Ciências da Saúde (CCS), na Cidade Universitária, Rio de Janeiro.